# Burg Stein (Sachsen)
Die Burg Stein, auch Schloss Stein genannt, befindet sich südöstlich von Zwickau im Hartensteiner Ortsteil Stein auf dem felsigen Ufer der Zwickauer Mulde in Sachsen. Sie nahm ihren baulichen Anfang im 13. Jahrhundert und erhielt bei den folgenden Umbauten ihre heutige Gestalt. Das Gebäude steht unter Denkmalschutz.

## Lage
Die Burg befindet sich 500 Meter südwestlich von Hartenstein auf einer Felsklippe in der Aue der Zwickauer Mulde.
Gleich oberhalb der Niederungsburg befindet sich ein Wehr in der Mulde. Der aufgestaute Fluss trieb eine Mühle mit vier großen Wasserrädern an. Der Mahlzwang ging im Jahre 1788 von einer älteren an diese Mühle über. Aufgrund des bestehenden Mahlzwanges führten mehrere Mühlwege nach Stein. Die Ruine der Isenburg steht nur zwei Kilometer flussaufwärts. In Richtung Langenbach befanden sich einst die zur Burg Stein gehörigen Dörfer Ober- und Niederopritz, welche wahrscheinlich während der Hussitenkriege zerstört wurden.

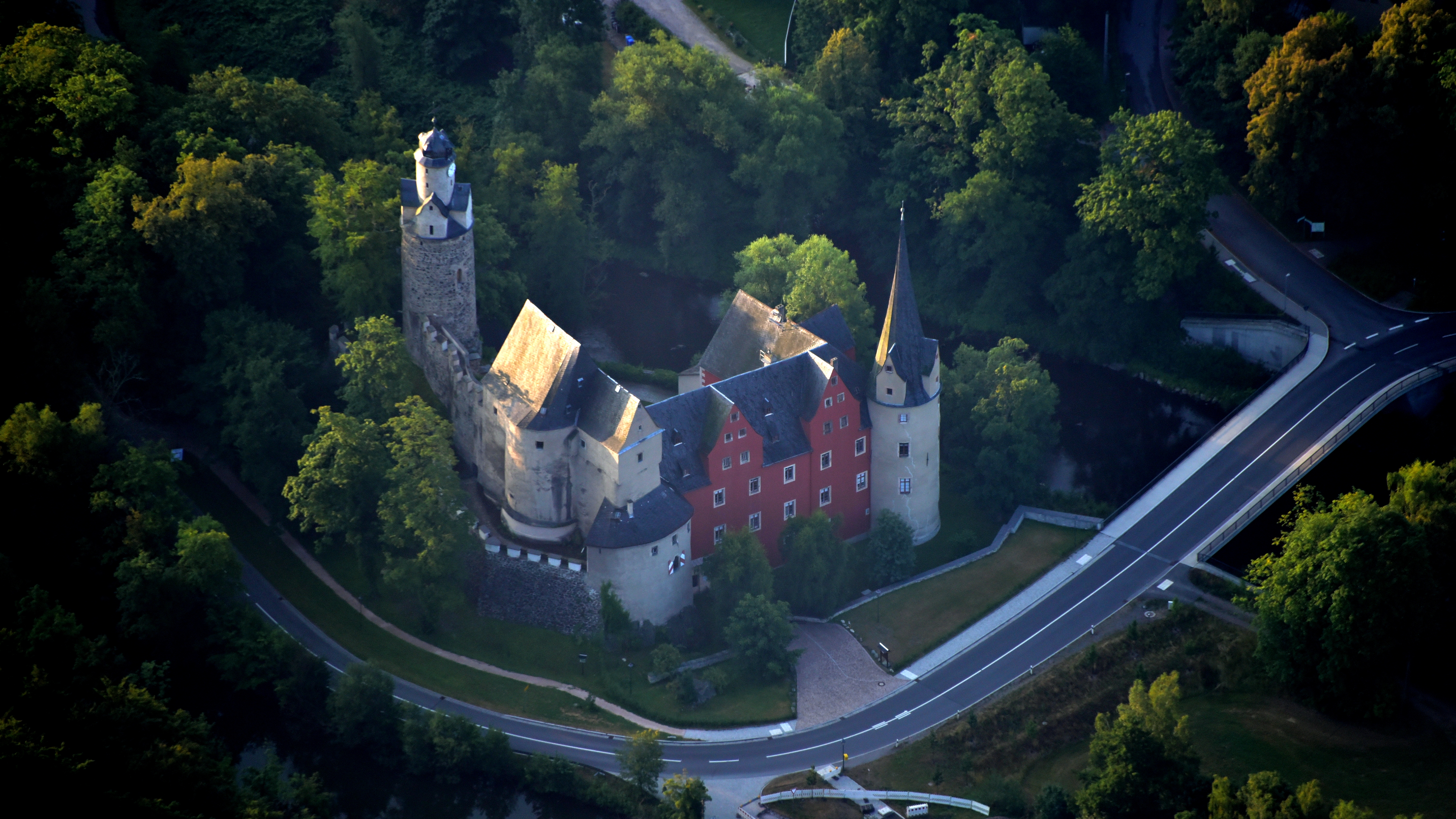
Burg Stein, Luftaufnahme (2018)

## Geschichte
Die Besiedelung des Erzgebirges begann im 12./13. Jahrhundert vor allem entlang der Flussläufe. Flussübergänge und Niederlassungen wurden durch befestigte Anlagen gedeckt. Auch entlang der Zwickauer Mulde wurden zahlreiche Burgen errichtet. Vorläufer der alten Burg Stein befinden sich am nördlichen Steilufer der Zwickauer Mulde über dem Bahnhof.
An der Burg befand sich früher eine Furt, später eine Fähre und verschiedene hölzerne und steinerne Brücken, die in alten Abbildungen zum Teil überdacht dargestellt werden. Bis in das Jahr 1924 wurde noch Brückenzoll erhoben. Eine neuzeitliche Stahlbogenbrücke wurde 1945 durch die SS gesprengt, seit 1950 steht an dieser Stelle eine Betonbrücke.

### Bauliche Anlagen

#### Oberburg

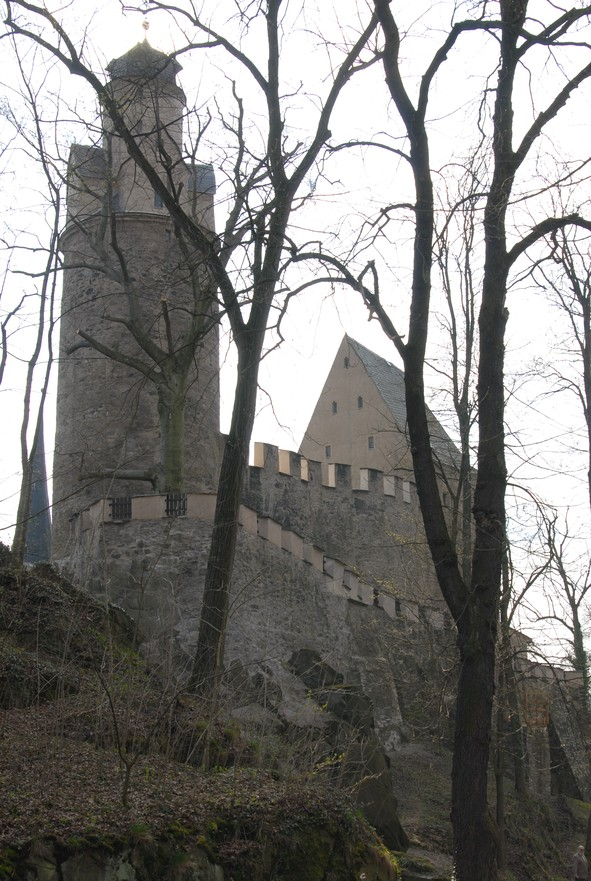
Oberburg um 1200, von Norden aus gesehen (rechts neben dem Bergfried befand sich bis 1886 die gotische Kapelle)

Mit dem Bau der oberen Burg wurde um das Jahr 1200 auf einem Fels aus Hornblende direkt am jenseitigen Mulde-Südufer begonnen. Die Befestigungsanlage diente wahrscheinlich auch als Vorbefestigung (Vorwerk) zur nahegelegenen damaligen Burg Hartenstein.
Dieser älteste Teil bildet die Oberburg, bestehend aus einem runden, etwa 50 Meter hohen Bergfried mit Hocheingang auf halber Höhe, dem Palas mit steilem Dach sowie Wehrmauern. Der Palas ist auf einer starken Rundbastion errichtet worden, die zum Schutz der Toranlage der Niederburg diente. Die Architektur trägt spätromanische Züge. Eine ursprüngliche Wendeltreppe aus roh behauenen Tannenholzbohlen verbindet die Geschosse des Palas’. Bemerkenswert ist auch eine erhaltene starke Eichenholz-Tür mit Kerbschnitzornamenten vom Ende des 15. Jahrhunderts bis Anfang des 16. Jahrhunderts.
Unter dem Bergfried stand die gotische Burgkapelle, die 1844 durch einen Brand erheblich beschädigt und 1886 aufgrund des schlechten Bauzustands abgetragen wurde. Die erkennbaren Reste des Pfortengewändes und vom Fenstermaßwerk haben Historiker auf eine Bauzeit um 1400 datiert. Der Bergfried der Oberburg erhielt im 16. Jahrhundert einen Aufbau mit Giebelkranz, der im 18. Jahrhundert mit einer barocken Haube gekrönt wurde. Diesem Renaissance-Turmaufsatz sind vier kleine Giebel mit Kielbogendächern vorgeblendet. Im Innern des Bergfriedes soll sich ein in den Felsen geschlagenes Verlies befinden. Die Oberburg stand zunächst allein und war durch einen Wassergraben und doppelte Mauern geschützt.

#### Unterburg oder Niederburg
Die übrigen Bauteile sind jünger. Der spitze Rundturm der Unterburg, im Südwesten der Oberburg, entstand möglicherweise im 14. Jahrhundert, die anderen Teile der Niederburg (Unterburg) am Ende des 15. Jahrhunderts. Der Südwest-Eckturm mit hohem spitzkegeligem Dach ist 32 Meter hoch und war vormals mit Zinnen bekrönt. Ursprünglich sollen die drei Flügel der Unterburg zusammen mit der Oberburg einen nahezu viereckigen Hof umschlossen haben. Der im Süden parallel der Mulde liegende Flügel (16. Jahrhundert) der Unterburg war früher doppelt so lang wie heute. Alte Ansichten der Unterburg („Schloss Stein“, in: Saxonia, 1835) zeigen noch einen Turm  im Hof wohl in der Ecke zwischen Ostflügel und Südflügel mit hohem spitzem Kegeldach. Dieser Turm existiert heute nicht mehr.

#### Ehemalige Wassergräben und Wallanlagen

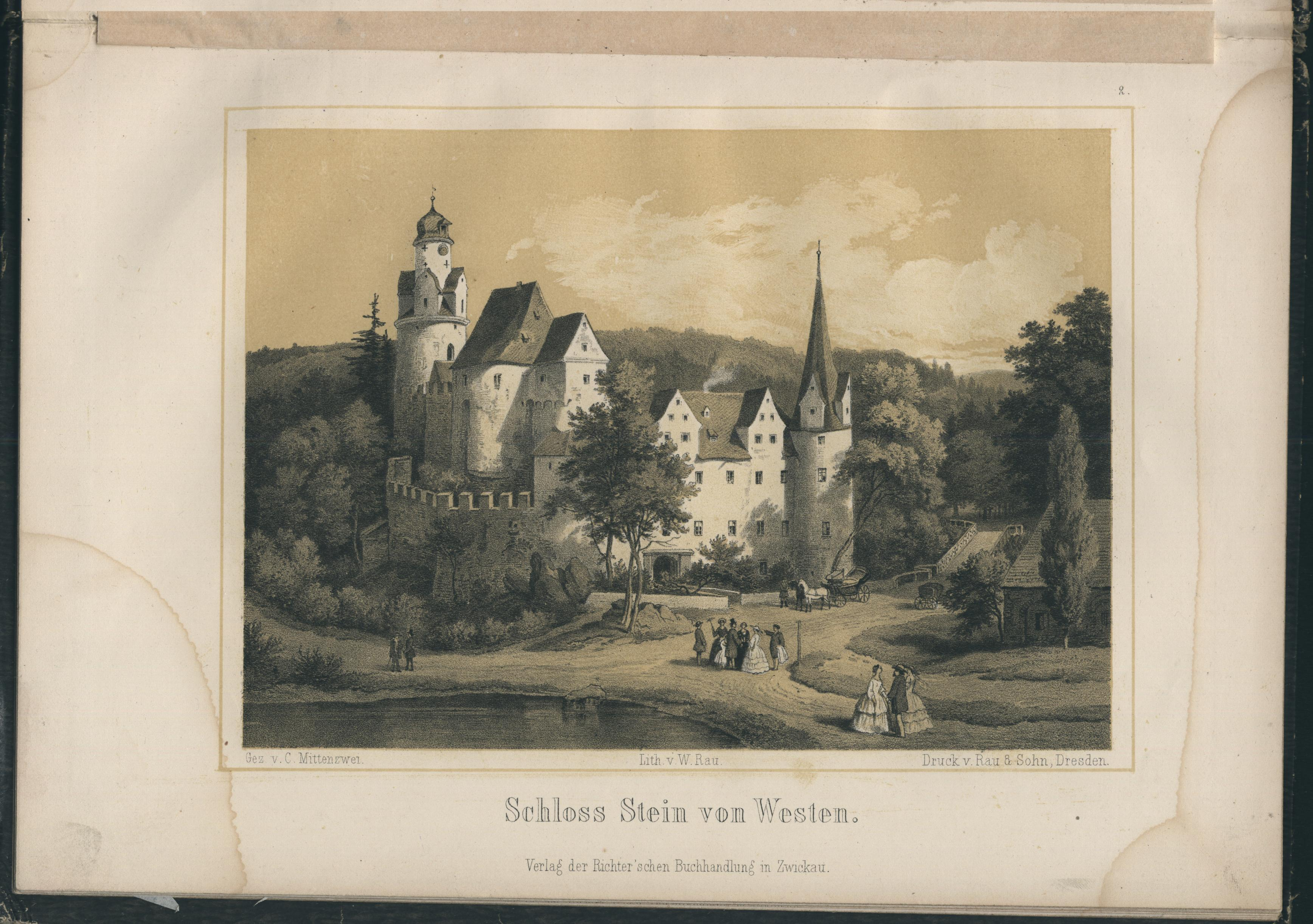
„Schloss Stein von Westen“ (1859), mit den noch sichtbaren Wassergräben und erahnbaren Wällen der West- und Nordseite; rechts: Gebäude des Vorwerks

Die auf einem Felsen gelegene Oberburg und später auch die Unterburg wurden nur an der Südseite von der Zwickauer Mulde als natürlichem Wasserhindernis geschützt. Daher waren bereits im Mittelalter wassergefüllte Gräben und Erdwälle um die gesamte Anlage herum angelegt worden. Die Burg war praktisch eine Wasserburg gewesen. Später wurden die Gräben und Wälle offenbar eingeebnet. Alte Ansichten lassen den ursprünglichen Zustand noch erahnen.
Die heutige Straße um die Burg verläuft wohl auf einem ehemaligen Wall.

#### Abgegangenes Vorwerk der Burg
Westlich vor dem Tor der Unterburg befand sich ein heute nicht mehr vorhandenes Vorwerk. Es ist auf der alten Abbildung der Burg auf einem schönburgischen Stammbaum (um 1760) noch zu sehen. Um 1850 wurde es abgebrochen. Es bestand aus mehreren Wirtschaftsgebäuden: Jägerhaus, Schäferei und Knochenmühle. Die heute noch vor dem Tor der Unterburg befindliche Brücke verband die Unterburg einst mit dem Vorwerk. Auf der genannten Abbildung befindet sich an der Ecke des Vorwerks ein niedriger Rundturm mit barocker Haube und Laterne darauf. Daran schließt eine Mauer mit Torbogen an.

#### Abgegangene Kapelle der Oberburg

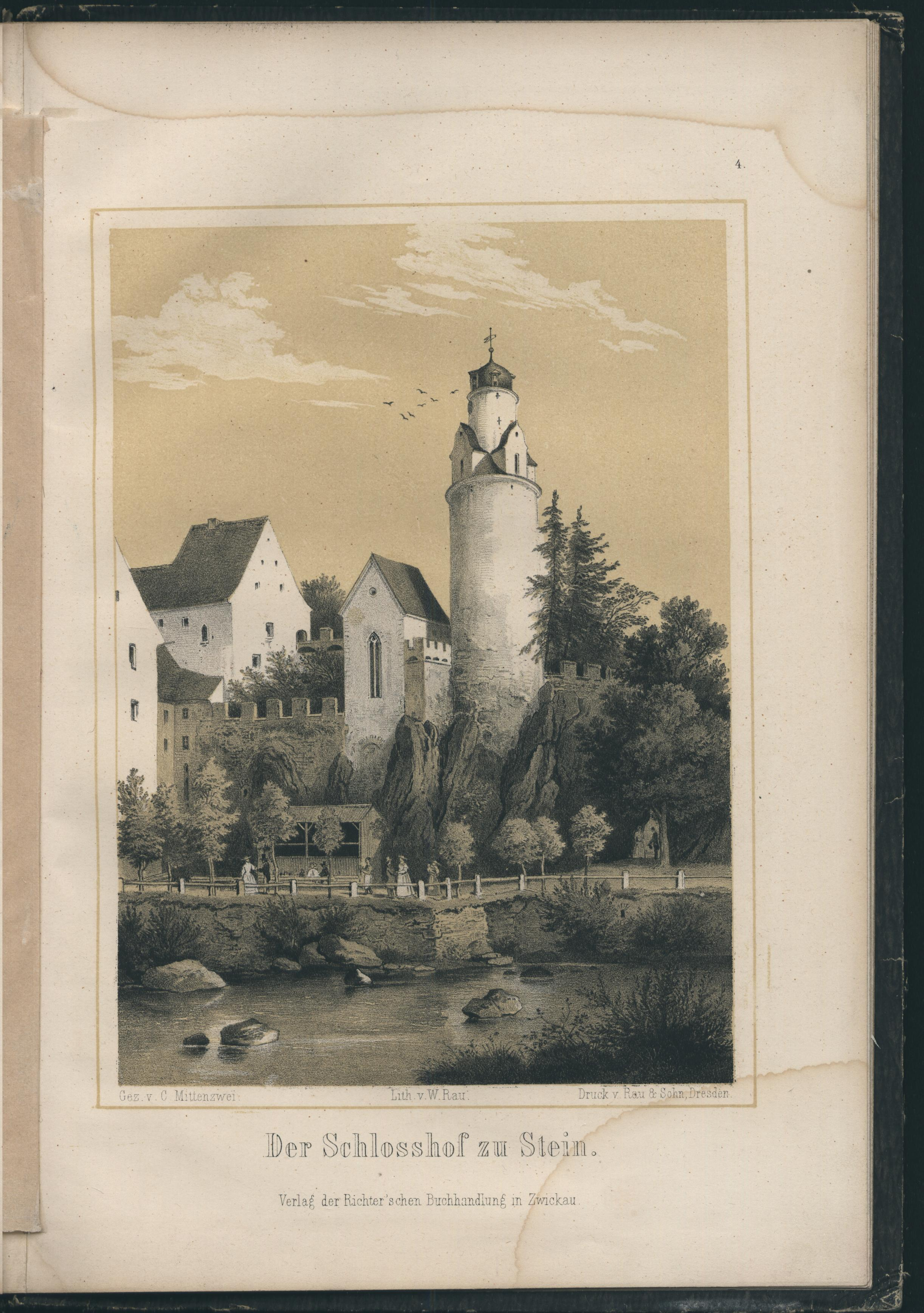
Kapelle neben dem Bergfried im Jahre 1859

Alte Ansichten der Burg zeigen direkt westlich neben dem Bergfried auf dem Felsen der Oberburg eine Burgkapelle. Sie war ein spätgotischer einschiffiger Bau mit einem großen spitzbogigen Fenster mit Maßwerkfüllung. 1844 brannte sie ab und wurde anschließend vermutlich nur notdürftig instand gesetzt, denn bereits 1886 wurde sie wegen Baufälligkeit abgetragen.
Noch um 1981 waren geringe Reste  der Kapelle im „Burggarten“ der Oberburg auf dem Felsen neben dem Bergfried vorhanden. Auf der historischen Ansicht, die das ehemalige Vorwerk der Burg (vor der Vorburg) noch zeigt, ist außerdem neben dem Bergfried ein zweiter schlankerer Turm mit Welscher Haube sichtbar. Dieser Turm war mutmaßlich ein Treppenturm, der vom Burghof auf das Niveau des Felsens mit Oberburg, Burggarten und Kapelle führte. Im Jahr 2019 waren von diesem Turm keine Reste mehr sichtbar.

### Lehensträger
Im Jahre 1233 wurde die Burg erstmals urkundlich erwähnt („de manu Heindenrici militis de Lapide“), sie stand wie die gesamte Grafschaft Hartenstein unter der Hoheit der Burggrafen von Meißen. Ritter Heidenreich von Grünhain, der sich auch Heidenreich von Stein nannte (Heidenricus miles de lapide, wobei lapide für Felsenburg steht) war der erste bekannte Besitzer und Angehöriger eines niederen Rittergeschlechts. Er war wohl Lehnsnehmer der Meinheringer. Fronpflichtig waren die Bauerndörfer Langenbach und Wildbach.
Von 1305 bis 1350 war vermutlich die Zwickauer Patrizierfamilie „Egerer“ Besitzer der Burg.
1372 bestätigt die böhmische Krone den Wettinern den Besitz der Burg.
Die Burgherren des 14. Jahrhunderts waren als Raubritter berüchtigt, namentlich ein Conradus de lapide wird in einer Urkunde aus dem Jahre 1320 zahlreicher Untaten bezichtigt.
1388 sitzt Hans von Kaufungen auf Burg Stein. 1402 bis 1406 ist Hans von Tettau der Besitzer. Die Schönburger erhielten 1406 die Burgen Stein und Hartenstein zunächst pfandweise von den Burggrafen von Meißen aus dem Hause der Meinheringer. Später gingen sie beide in den dauerhaften Besitz der Schönburger über, da das Pfand nicht ausgelöst wurde.
Ab 1406 waren somit die Schönburger oder deren Lehnsnehmer im Besitz von Burg Stein. Im Jahr 1411 ist „Heinz von Remse der Ältere“ als Lehnsnehmer der Schönburger Besitzer der Burg dokumentiert. 1450 bis 1632 saßen die von Trützschler auf Burg Stein.
Die wohl bekannteste Geschichte rankt sich um Kunz von Kaufungen und den Sächsischen Prinzenraub im Jahre 1455: Kunz wird als verdienstvoller und gerechter Ritter beschrieben. Von seinem Herrn, Kurfürst Friedrich dem Sanftmütigen fühlte er sich jedoch ungerecht behandelt und sann auf Wiedergutmachung. Daraufhin entführte er die Söhne des Kurfürsten, die Prinzen Ernst und Albrecht mit Hilfe zweier Komplizen. Prinz Ernst wurde in der nahe der Burg gelegenen und hiernach benannten Prinzenhöhle versteckt. Ritter Kunz wurde gefasst und am 14. Juli 1455 in Freiberg enthauptet.

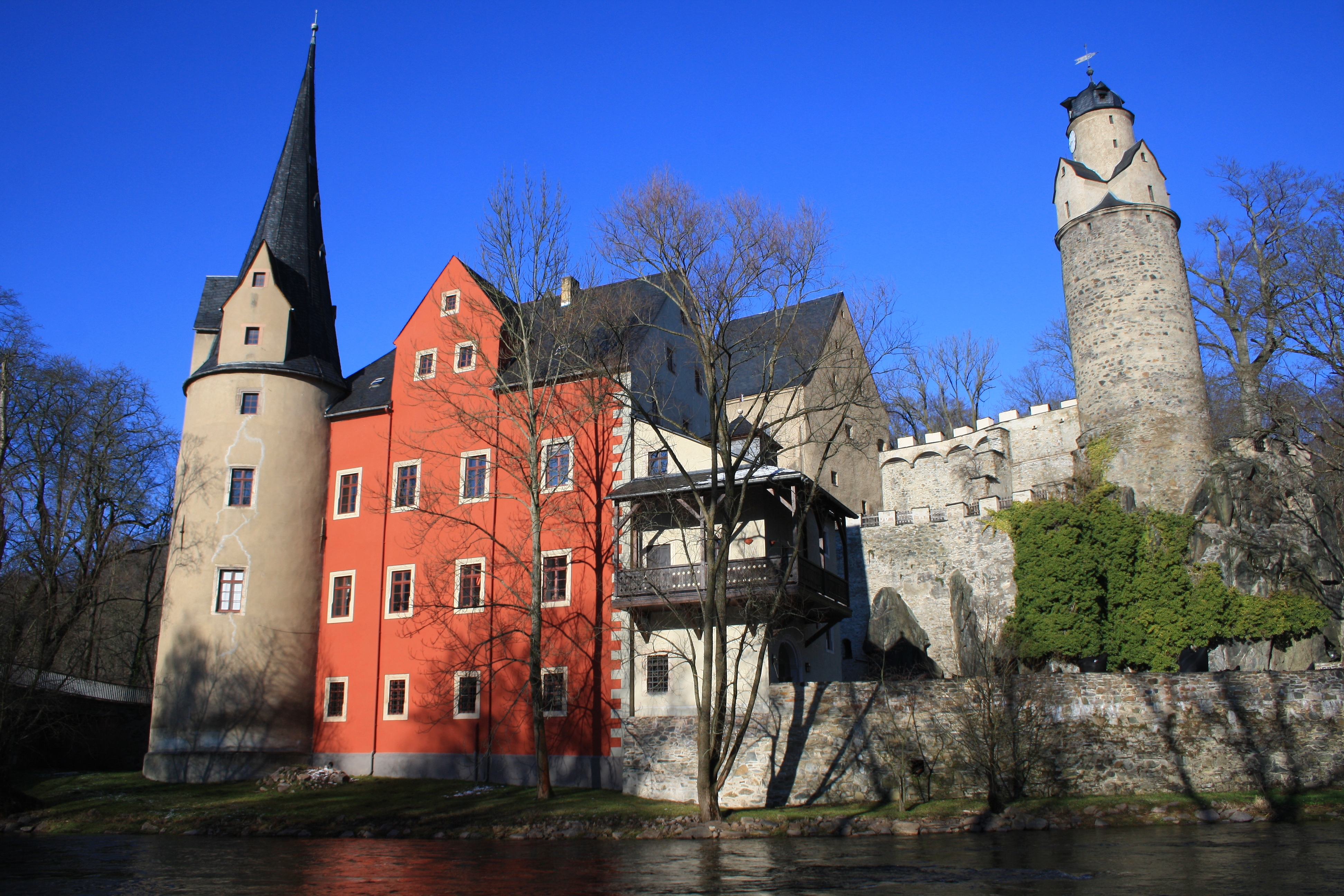
Unterburg (Ende 15. Jhd.) am Ufer der Mulde, mit der darüber auf schmalem Felsgrat gelegenen Oberburg

Wappen von Schönburg

Ab Ende des 15. und Beginn des 16. Jahrhunderts ließen die Trütschlers am Flussufer die besser zugängliche Unterburg anlegen. Die Tordurchfahrt zum Burghof befindet sich im Westflügel, der bis an den Felsen der Oberburg heranreicht. Es folgt der zur Mulde gerichtete Südflügel. Der an die Ecke gesetzte Rundturm überragt mit seinem spitzen Kegeldach die Dächer und Giebel des unteren Burgbereichs. Es folgte ein Wehrgang, der bis in den Felsen der Oberburg heranreichte. An diesen lehnten sich auch die Wirtschaftsgebäude des Burghofs an.
1525 – zur Zeit des Bauernkrieges – wurde die Burg von ihren Fronbauern belagert. Die Bauern nutzten die Abwesenheit ihres Fronherrn Ernst II. von Schönburg. Als dieser jedoch mit seiner Streitmacht von der Schlacht bei Frankenhausen zurückkehrte, fand die Belagerung ein jähes Ende. Die Bauern wurden hart bestraft, viele hingerichtet. Die Schönburger hatten die Burg an adlige Herren verlehnt, 1632 fiel sie jedoch an die Lehnsgeber zurück.
Mit dem Tod Otto Ludwigs von Schönburg-Hartenstein (* 1643) im Jahre 1701 beziehungsweise dem Erbvertrag seiner vier erbberechtigten Söhne 1702 wurde die Herrschaft Stein gebildet, mit der Burg Stein als Herrschaftsmittelpunkt. Im Jahre 1740 schloss der sächsische Kurfürst mit den Schönburgern einen Rezess, welcher den Verzicht auf die aus der Reichsunmittelbarkeit resultierenden Autonomierechte der Herrschaften Waldenburg, Glauchau, Lichtenstein, Hartenstein und Stein zur Folge hatte. In den folgenden Jahren wurden die Gebiete schrittweise in den sächsischen Kurstaat integriert. Mit der Ausgliederung der Herrschaft Stein aus der Grafschaft Hartenstein wurde die Burg in den Jahren 1701/1702 eigenständiger Herrschaftssitz des Amtes Stein. Weil die Burg jedoch kaum den Ansprüchen an eine barocke Residenz entsprach, ließ Ludwig Friedrich Graf von Schönburg-Stein (1681–1736) in Rüsdorf bei Lichtenstein, ein neues barockes (heute nicht mehr vorhandenes) Herrenhaus, Schloss Rüsdorf errichten. 1762 zerstörte ein Großbrand die Niederburg Stein, welche 1798 teilweise wieder aufgebaut wurde, der Saal im zweiten Obergeschoss erhielt eine klassizistische Ausmalung; eine Renovierung erfolgte 1846.
1813 trat Fürst Otto Victor I. von Schönburg in einem Vergleich mit seinen drei nachgeborenen Brüdern die Herrschaften Stein und Hartenstein ab und behielt die wirtschaftlich lukrativeren Herrschaften Lichtenstein, Remse und Waldenburg. Da 1840 und 1846 zwei der Brüder kinderlos starben, wurde Otto Victor jedoch wieder Mitbesitzer der beiden 1813 abgegebenen Herrschaften. Ihm folgte 1859 sein Sohn, Fürst Otto Friedrich von Schönburg-Waldenburg.

### Die Herrschaft Stein

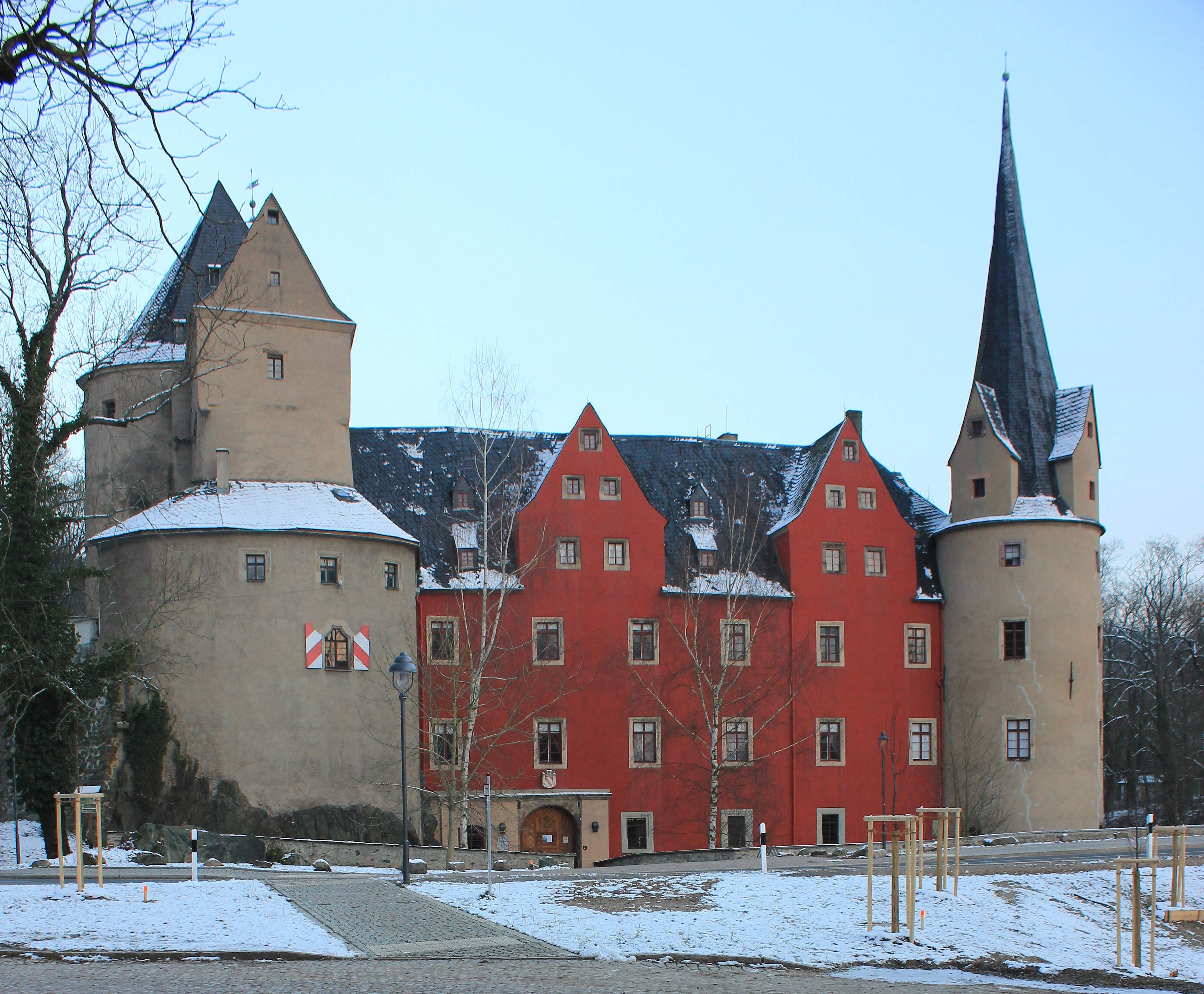
Roter Renaissancetrakt der Unterburg, links: Palas der Oberburg auf einer Rundbastion

Mit der Ausgliederung der Herrschaft Stein aus der Grafschaft Hartenstein wurde die Burg in den Jahren 1701/1702 Herrschaftssitz.
Zur Herrschaft Stein gehörten folgende Orte:
- die Burg Stein und der heutige Stadtteil Stein der Stadt Hartenstein
- der heutige Ortsteil Wildbach der Stadt Aue-Bad Schlema mit der 1320 zerstörten Isenburg
- der heutige Ortsteil Langenbach mit Fährbrücke der Gemeinde Langenweißbach
- die beiden Wüstungen Nieder- und Ober-Opritz zwischen Stein und Langenbach
- das Gericht Rüsdorf mit Kuhschnappel

1740 schlossen die Wettiner einen Rezess mit den Grafen von Schönburg, durch welchen die Schönburger die Landeshoheit des sächsischen Herrscherhauses über die bis dahin reichsunmittelbaren Herrschaften Waldenburg, Glauchau, Lichtenstein, Hartenstein (die niedere Grafschaft) und Stein anerkennen mussten. Die fünf Rezessherrschaften blieben bis 1878 unter schönburgischer Hoheit. Danach wurden sie vollständig in das Königreich Sachsen integriert. Die Herrschaft Stein und die niedere Grafschaft Hartenstein (ohne den Gerichtsamtsbezirk Lößnitz) kamen an die Amtshauptmannschaft Zwickau.

### Geschichte nach dem Zweiten Weltkrieg
Die Burg befand sich bis zur Enteignung im Rahmen der sozialistischen Bodenreform 1945 im Besitz der Fürsten von Schönburg-Waldenburg. Der bis 1945 letzte Hausherr war Günther Fürst von Schönburg-Waldenburg (1887–1960), der jedoch auf Waldenburg residierte und auch Lichtenstein, Belgershain und Schloss Pomßen besaß.
Während das nahegelegene Schloss Hartenstein am 20. April 1945 durch Bomben amerikanischer Tiefflieger fast vollständig zerstört wurde, blieb die Burg Stein unversehrt erhalten. Seit 1954 beherbergt das Anwesen ein Burg- und Heimatmuseum und wurde 1956 als Haus der Kultur bezeichnet. Im neueren Teil der Niederburg wurde während der DDR-Zeit ein Erholungsheim eingerichtet.
Im Burgareal (vor 1983) gemachte Funde stammen aus dem 13.–15. Jahrhundert.
Nach der Wiedervereinigung Deutschlands erwarb im Jahre 1996 Alfred Prinz von Schönburg-Hartenstein (* 1953) Teile des einstigen Familienbesitzes der (seit Anfang des 19. Jahrhunderts überwiegend in Wien und Böhmen lebenden) Hartensteiner Linie mit dem Poppenwald von der Stadt Hartenstein zurück und ließ auch die dazu erworbene Burg Stein aufwändig sanieren. Die Räumlichkeiten des Burgmuseums sind während der Öffnungszeiten weiterhin öffentlich zugänglich.

## Aktuelle Nutzung

### Unterburg
Die Unterburg beherbergt die Forstverwaltung und private Wohnräume der Fürstenfamilie, während der Festsaal und das gotische Turmgewölbe (im Eckturm der Niederburg) für Konzerte, Hochzeiten und Veranstaltungen zur Verfügung stehen.

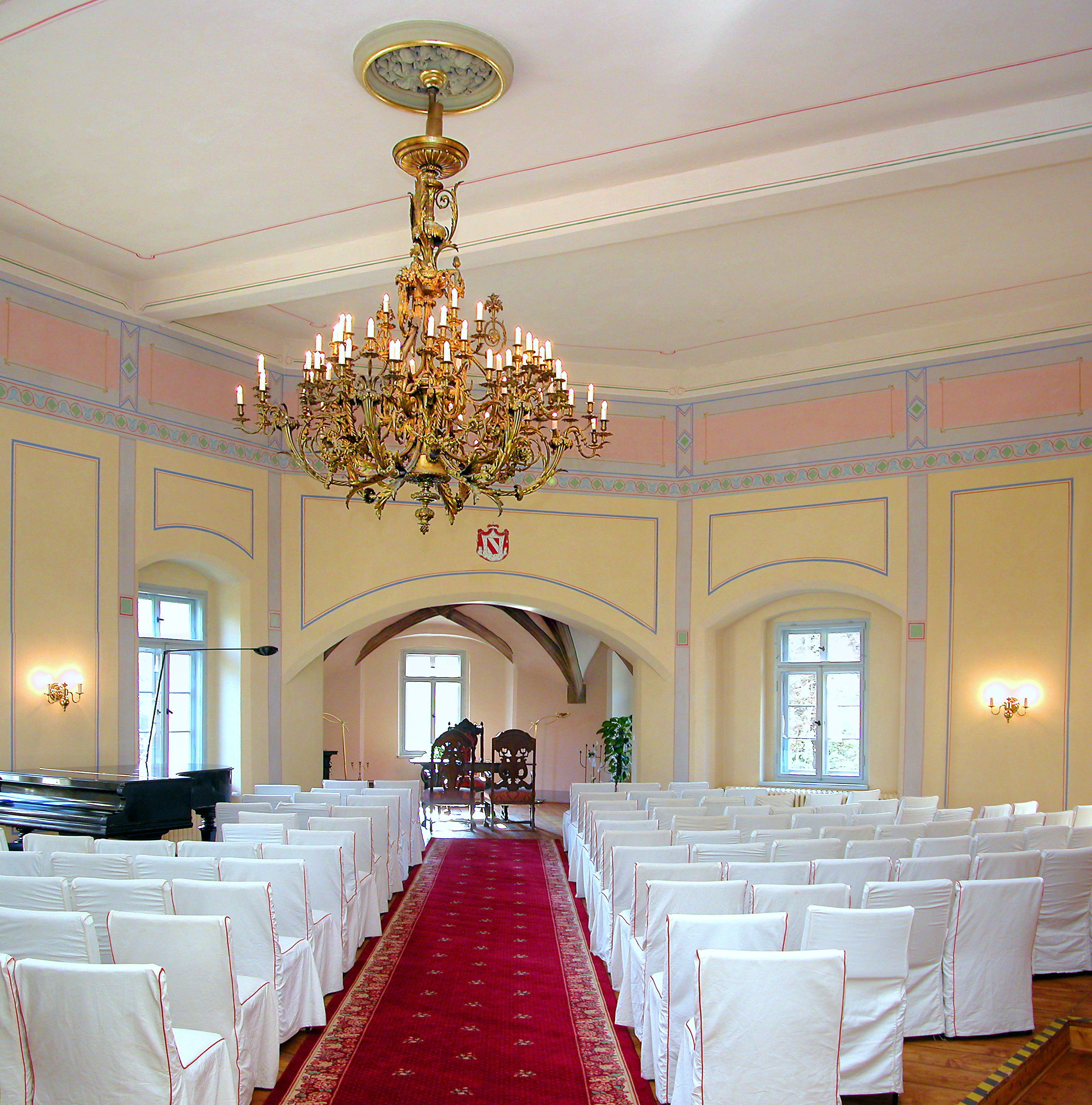
Festsaal
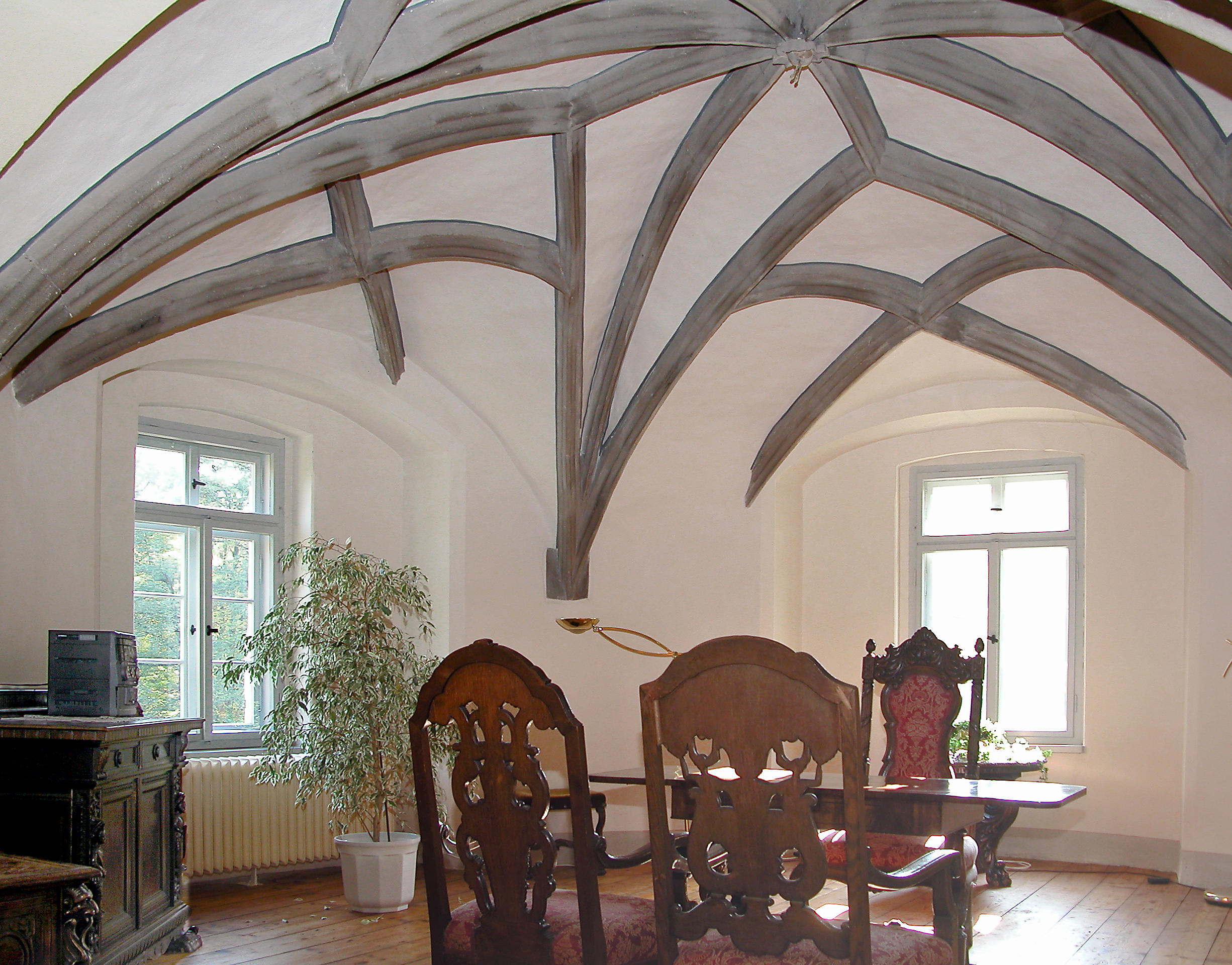
Spätgotisches Netzgewölbe im Südwestturm

### Museum in der Oberburg
Die romanische Oberburg dient als Burg- und Heimatmuseum der Stadt Hartenstein. Es konnte nach der Wende erhalten bleiben und wird von der Stadt Hartenstein verwaltet. Die Sammlung informiert mit ihren Exponaten über die Geschichte der Burg im Feudalismus und auch über die Regionalgeschichte der Umgebung. Zudem widmet es sich auch dem Wirken des Dichters Paul Fleming. Der Bergfried kann nicht besichtigt werden.

### Ehemalige Waffensammlung der Schönburger

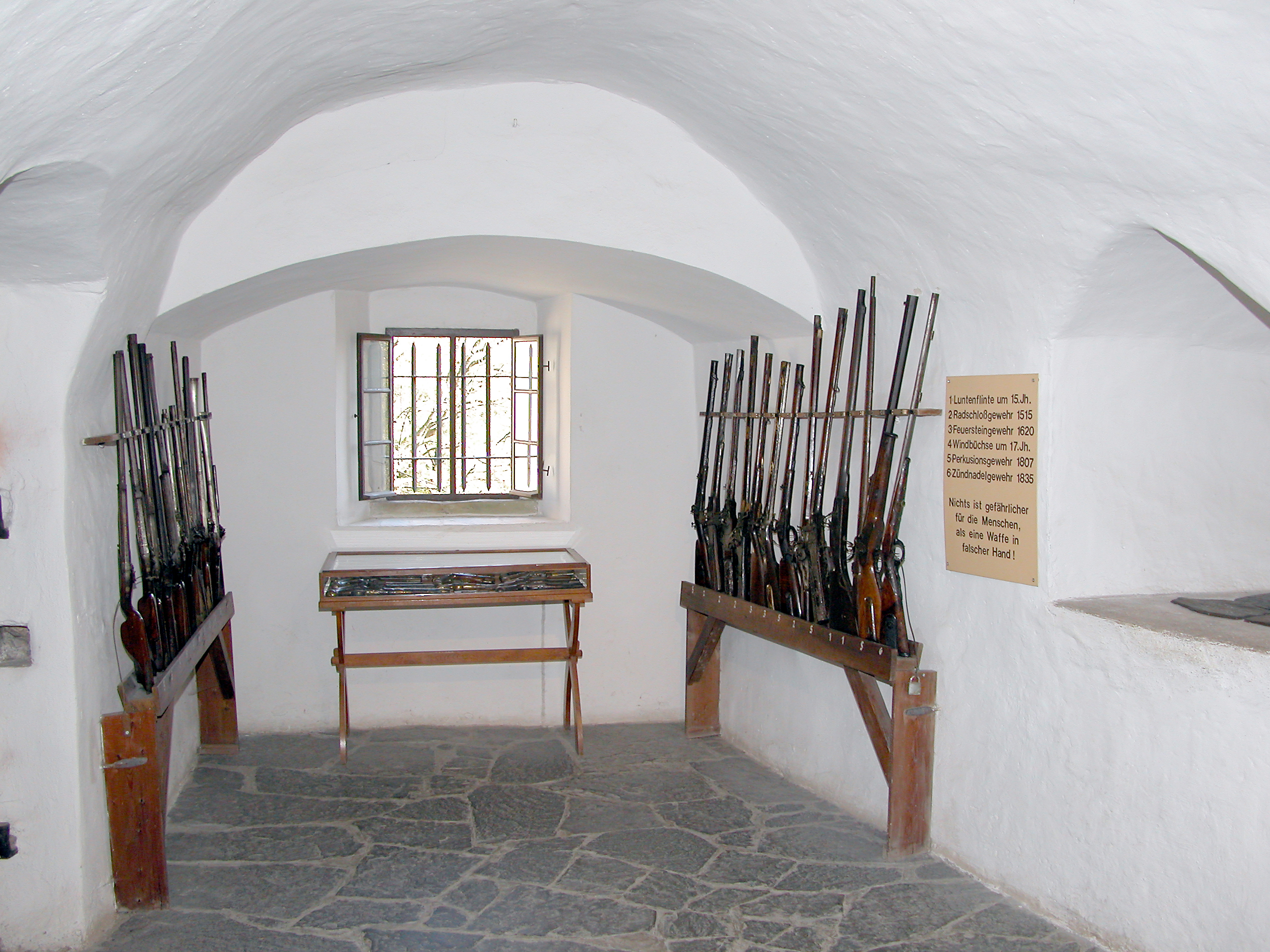
Schusswaffen-Ausstellung in der Oberburg

Im Museum in der Oberburg der Burg Stein werden in den früheren Wohnräumen der Burg Hieb- und Schusswaffen, Folterwerkzeuge, Jagdgegenstände, Ritterrüstungen und Alltagsgegenstände ausgestellt. Ursprünglich befand sich hier eine größere schönburgische Waffensammlung. Hier sind alle entwicklungsgeschichtlich bedeutenden Fernwirkwaffen zusammengetragen, von der Armbrust, über Lunten-, Rad- und Steinschlossgewehre, der Windbüchse, dem Perkussionsgewehr} bis zum Zündnadelgewehr.
Während der DDR-Zeit sollen auch noch versteckte Waffen in der Burg von Privatpersonen gefunden und zunächst gestohlen worden sein. Diese Waffen wurden wohl 1945 von der Familie Schönburg versteckt.
Offenbar wegen dieses Diebstahles kam während der DDR-Zeit der größte Teil dieser Waffensammlung in die Staatlichen Kunstsammlungen Dresden (Historisches Museum).

### Figur des Hofnarren Streitenberger

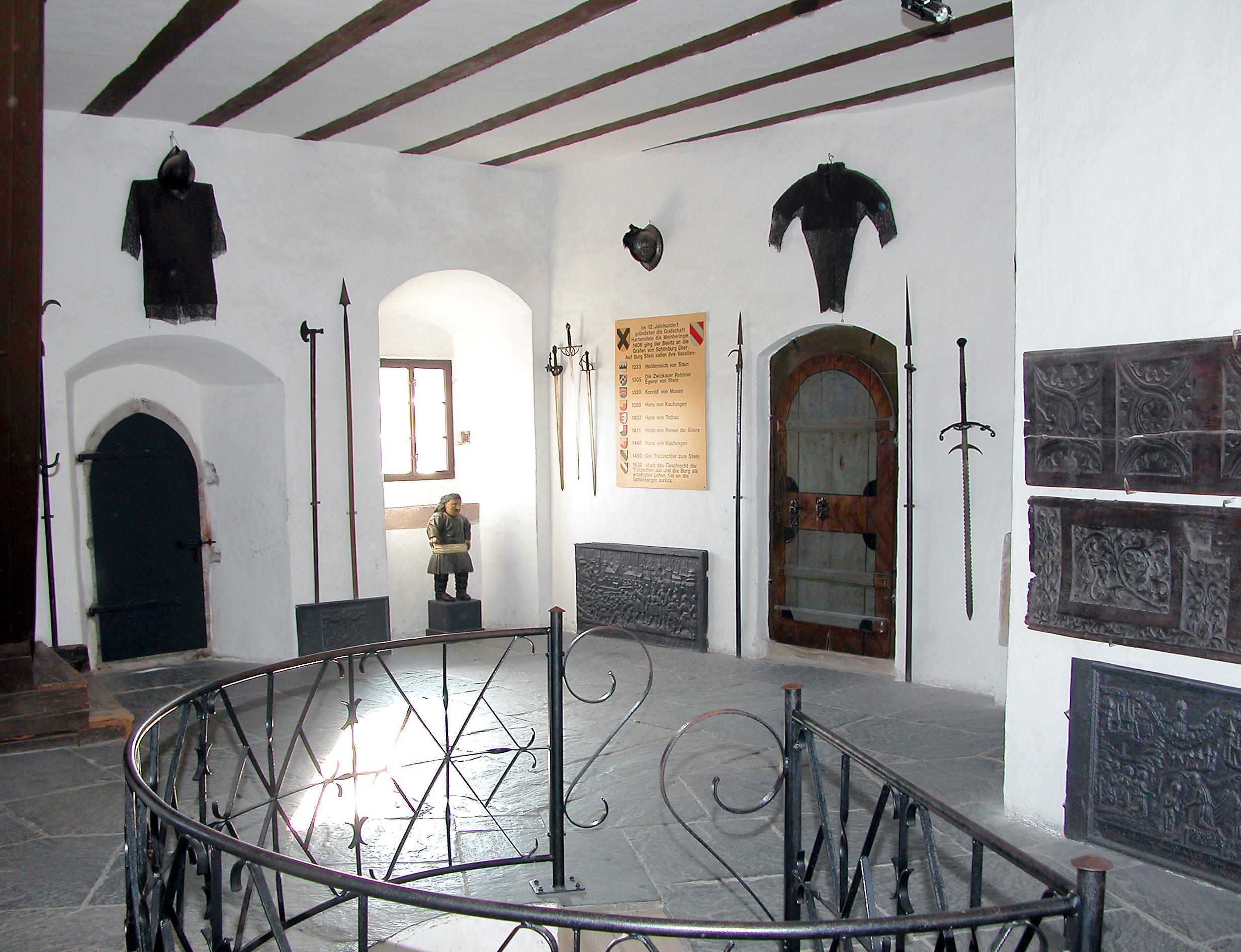
Waffen und Holzfigur des Hofnarren Streitenberger im Palas der Oberburg

Unter Otto Ludwig von Schönburg-Hartenstein (1643–1701) diente ein zwergenwüchsiger Hofnarr namens Abel oder Heben Streitenberger auf Schloss Hartenstein. Er war zu seinen Lebzeiten als „Manschettenhans“ so populär, dass man nach seinem Tode eine farbig bemalte Holzfigur in Lebensgröße von ihm anfertigen ließ. Diese Figur befindet sich heute im Burgmuseum der Burg Stein. Man nimmt an, dass Herr Streitenberger aus Böhmen stammte. Die Behauptung, er hätte auf Burg Stein gedient und wäre hier der letzte Hofnarr gewesen, ist nicht bewiesen.

## Belagerungsburg „Ur-Stein“
Nordwestlich der Burg Stein – oberhalb des Bahnhofes Hartenstein am Berghang – liegen die Reste einer weiteren recht gut erkennbaren mittelalterlichen Befestigungsanlage mit runder Erhöhung (Durchmesser ca. 30 m), innerem Graben (10 m bis 12 m breit, 2 m tief), Wall (ca. 5 m bis 8 m breit) und Außengraben. Am Steilhang nach Südsüdwest führen die Gräben nicht in gleicher Tiefe und Breite durch. Die Anlage wurde in älterer Literatur mehrheitlich als Turmhügelburg und Vorgängeranlage von Burg Stein eingestuft und in mancher Literatur daher als „Ur-Stein“ betitelt. Neuere Forschung erbrachten jedoch, dass es sich um die Reste einer mittelalterlichen Belagerungsburg handelt. Auf alten Karten wird der Berg mit der Ringwallanlage auch „Türmelberg“ genannt. Weitere historische Namen sind „Eichleithe“ oder „Eichlehde“. Ur-Stein wurde am 15. August 1958 und Burg Stein am 18. Januar 1971 als Bodendenkmale (Burgställe) unter Schutz gestellt.